# Jehan Albert Vellard
Jehan Albert Vellard, (abreviado Vellard), (Francia, 1901- Argentina, 1996) fue un etnógrafo y naturalista francés miembro del Instituto de Francia, especialista en etnobiología Andina.
Fundó y dirigió el Instituto Francés de Estudios Andinos, supervisado por el Ministerio de Asuntos Exteriores de Francia y el CNRS y el Instituto Boliviano de Biología de Altura (La Paz). Funcionó desde 1947 hasta 1956 en el Museo de Historia Natural de Lima (Universidad Mayor de San Marcos).
Era un especialista en el curare y los venenos utilizados en la caza en América del Sur, los animales venenosos de América del Sur (arañas), los anfibios de los Andes, los indios Achés de Paraguay y de los Urus, los pueblos originarios de orillas del lago Titicaca. También realizó trabajos sobre la etnografía del Mato Grosso; estos son de muy difícil acceso y muchos de ellos quedaron inéditos.
En marzo de 1943, se incorporó al Instituto Miguel Lillo de la ciudad de San Miguel de Tucumán (Argentina), donde fue nombrado Jefe del Departamento de Zoología. Allí se dedicó al estudio de venenos de diferentes víboras y arañas, abordando también la taxonomía de esos grupos.